# Bataille de Fellaoucene
La bataille de Fellaoucene s'est déroulée le 20 avril 1957 dans l'actuelle wilaya de Tlemcen. Elle a eu lieu pendant la Guerre d'Algérie.

## Description
Cette bataille opposant 330 combattants de l'ALN algérien équipés d'armes simples contre 30 000 soldats français équipés d'armes lourde, soutenus par 30 avions de combat et d'autres de reconnaissance 12 hélicoptères et des chars de combat eu lieu le 16e jour du mois de Ramadan.
Ce jour-là, l'armée française avait décidé d'attaquer l'armée de l'ALN algérien qui avait bien résisté et remporté la bataille avec un bilan éloquent: l'armée française aurait perdu entre 500 et 700 soldats et 400 soldats grièvement blessés ainsi qu' un avion abattu. Du côté de l'ALN,  il y a eu entre 30 et 120 soldats tués et 60 blessés.